# Pirttijärvi (sjö i Virdois, Birkaland)
Pirttijärvi är en sjö i kommunen Virdois i landskapet Birkaland i Finland. Arean är 43 hektar och strandlinjen är 5,96 kilometer lång. Sjön  ingår i Kumo älvs huvudavrinningsområde.   Den ligger omkring 65 kilometer norr om Tammerfors och omkring 220 kilometer norr om Helsingfors. 
I sjön finns öarna Susisaari och Taavettisaari. 